# Takashi Takabayashi
Takashi Takabayashi (高林 隆 Takabayashi Takashi?,  2 de agosto de 1931 en Saitama, Saitama, Imperio del Japón - 27 de diciembre de 2009 en Saitama, Saitama, Japón) fue un futbolista japonés que se desempeñaba como delantero.
Takabayashi jugó 9 veces y marcó 2 goles para la selección de fútbol de Japón entre 1954 y 1958. Fue elegido para integrar la selección nacional de Japón para los Juegos Olímpicos de Verano de 1956.

## Trayectoria

### Clubes
| Club                  | País  | Año      |
| --------------------- | ----- | -------- |
| Tanabe Pharmaceutical | Japón | 1954 - ? |
| Osaka SC              | Japón | ?        |

### Selección nacional
| Selección | País  | Año         |
| --------- | ----- | ----------- |
| Absoluta  | Japón | 1954 - 1958 |

## Estadística de equipo nacional
| Selección de Japón | Selección de Japón | Selección de Japón |
| Año                | Part.              | Goles              |
| ------------------ | ------------------ | ------------------ |
| 1954               | 3                  | 2                  |
| 1955               | 5                  | 0                  |
| 1956               | 0                  | 0                  |
| 1957               | 0                  | 0                  |
| 1958               | 1                  | 0                  |
| Total              | 9                  | 2                  |